# Carlos Pérez (baseball, 1990)
Pour les articles homonymes, voir Carlos Pérez et Pérez.
Pour le lanceur dominicain, voir Carlos Pérez (baseball, 1971).
Carlos Eduardo Pérez Alvarez (né le 27 octobre 1990 à Valencia, Carabobo, Venezuela) est un receveur des Athletics d'Oakland de la Ligue majeure de baseball.

## Carrière
Carlos Pérez signe son premier contrat professionnel en 2008 avec les Blue Jays de Toronto. Après quatre ans et demi à jouer en ligues mineures dans l'organisation des Jays, il passe aux Astros de Houston le 20 juillet 2012 dans un échange de 10 joueurs impliquant, parmi les plus connus, Francisco Cordero et J. A. Happ. Pérez joue en ligues mineures jusqu'en 2014 dans l'organisation des Astros, qui avec le lanceur droitier Nick Tropeano l'échangent aux Angels de Los Angeles le 5 novembre 2014 contre le receveur Hank Conger.
Carlos Pérez fait ses débuts dans le baseball majeur avec les Angels le 5 mai 2015. Après avoir dans ce match réussi son premier coup sûr dans les majeures contre le lanceur James Paxton, Pérez joue les héros en mettant fin au match et donnant aux Angels une victoire de 5-4 sur les Mariners de Seattle grâce à un coup de circuit en fin de 9e manche aux dépens du lanceur Dominic Leone.